# Abdoellah I van Jordanië
Abdoellah bin Hoessein  (Arabisch: عبدالله الأول بن الحسين, ʿAbdallāh al-auwal bin al-Ḥusain) (Mekka, 1882 - Jeruzalem, 20 juli 1951), was emir van Transjordanië van 1923 tot 1946, koning van Transjordanië van 1946 tot 1949 en koning van het Hasjemitische koninkrijk Jordanië van 1949 tot zijn dood in 1951.
Abdoellah was een zoon van Hoessein ibn Ali, de sjarif van Mekka, en een lijnrechte afstammeling van de profeet Mohammed. Hij begon zijn loopbaan als parlementslid in het Osmaanse rijk. In de Eerste Wereldoorlog haalden de Britten, in de persoon van T.E. Lawrence (beter bekend als Lawrence of Arabia) zijn vader de sjarif over om in opstand te komen tegen het Ottomaanse Rijk. Als tegenprestatie beloofden de Britten dat de Arabieren onafhankelijk mochten worden. Zover kwam het echter niet, want het in het geheim gesloten Sykes-Picotverdrag tussen Frankrijk en het Verenigd Koninkrijk regelde de onderlinge opdeling van de op de Ottomanen veroverde gebieden. Syrië en het huidige Libanon waren volgens die overeenkomst, die de Arabische wensen negeerde, aan de Fransen toegewezen en het huidige Irak aan de Britten.
Wel mochten de zonen van de sjarif koning worden onder Brits mandaat. Faisal werd eerst koning van Groot-Syrië, maar omdat de Fransen vasthielden aan de geheime afspraken van Sykes-Picot, moest hij na de Slag bij Maysaloun, een wanhoopsstrijd tegen de Franse overmacht, genoegen nemen met het koninkrijk Irak. Abdoellah werd emir van Transjordanië, een gedeelte van het mandaatgebied Palestina.

## Onder Britse invloed
Transjordanië werd eigenlijk gewoon door de Britten bestuurd, want de Britse invloed was heel groot. Ook het leger werd door de Britten getraind en dat was meteen ook de reden waarom Abdoellah zo'n machtige en gevreesde Arabische leider werd, hij had het sterkste leger: het Arabische Legioen. Hij werd nog gevreesder en gehater toen de Britten na de Tweede Wereldoorlog langzaamaan hun invloed verloren en wegtrokken. Abdoellah, die zichzelf  in 1946, tot koning van Transjordanië uitriep, bleef achter met zijn nog steeds door de Britten getrainde leger. Hij droomde ervan een Groot-Syrië te stichten, het land dat zijn broer Faisal afgenomen was. Zijn expansionistische ambities maakten hem niet populair bij de andere Arabische leiders.

## De koning en de Jewish Agency
In 1946 was de Jewish Agency for Palestine besprekingen begonnen met Abdoellah, toen koning van Trans-Jordanië, over Cisjordanië (de Westelijke Jordaanoever van Palestina). Als telg uit het Hasjemitisch koningshuis was hij ontevreden met wat de Britten en Saoedi-Arabië hem uiteindelijk gelaten hadden: Trans-Jordanië een dor woestijn-prinsdom ten oosten van de Jordaan, bewoond door Bedoeienen-stammen. Hij zou van de Jewish Agency Cisjordanië mogen hebben op voorwaarde dat hij bij het verkrijgen van een Joodse staat zich niet zou aansluiten bij Arabische militaire operaties tegen hen.

## Onafhankelijk
In 1948 trokken de Britten zich uit het mandaatgebied terug, en werd Transjordanië helemaal onafhankelijk van het Verenigd Koninkrijk. In de verloren oorlog tegen Israël bezette Abdoellah de westelijke Jordaanoever, waarna het land officieel het Hasjemitische Koninkrijk Jordanië heet.

## De moordaanslag
Zijn verzet tegen een Palestijnse staat en onderdrukking van de Palestijnen maakten Abdoellah niet geliefd op de Westelijke Jordaanoever. Op 20 juli 1951 werd een moordaanslag op hem gepleegd toen hij naar de Al-Aqsamoskee in Jeruzalem ging. Een Palestijnse kleermaker vuurde drie dodelijke schoten op hem af. Zijn toen 15-jarige kleinzoon Hoessein werd ook geviseerd, maar overleefde omdat de kogel op een pas door zijn grootvader aan hem uitgereikte medaille afketste. Abdoellah werd opgevolgd door zijn zoon Talal.
Tien samenzweerders stonden terecht in Amman. Vier van hen werden opgeknoopt. Kolonel Abdullah el-Tell, die als vijfde de doodstraf had gekregen, bekwam in 1967 gratie van koning Hoessein.